# 쿠몬범산
쿠몬범산(버마어: ကချင်တောင်တန်း, 영어: Kachin Hills)은 미얀마 카친 주의 산이다. 해발고도는 3,411m이다.

## 같이 보기
- 장신포